# Rodney Oliver Moffett
Rodney Oliver Moffett (1937) es un botánico sudafricano, que trabaja académicamente como profesor de Botánica, en la Facultad de QwaQwa, Universidad del Norte, Sudáfrica.
Obtuvo su Ph.D. en la Universidad de Stellenbosch, defendiendo una tesis sobre el género Rhus.

## Algunas publicaciones
- 1990. A taxonomic study of Rhus (Anacardiaceae) in Southern Africa. Ed. U. of Stellenbosch

### Libros
- Moffett, r.o. A Revision of Southern African Rhus species FSA (Flora of South Africa). v. 19 (3) Fasc. 1
- 1979. The genus Sarcocaulon. 33 pp.
- 1993. Flora of southern Africa: Flowering plants volumes, v. 19, Pt. 3. Anacardiaceae. Rhus / v. 19, Parte 3. ISBN 1874907234
- Leistner, o.a.; r.o. Moffett. 1993. Flora of Southern Africa, which deals with the territories of South Africa, Ciskei, Transkei, Lesotho, Swaziland, Bophuthatswana, Namibia, Botswana and Venda: Anacardiaceae. Rhus, v. 19, Parte 3. 129 pp.
- Moffett, r.o.; o.a. Leistner. 1993. Rhus, v. 19, Parte 3. 129 pp. ISBN	1874907234
- 1997. Grasses of the Eastern Free State: their description and uses. Ed. Uniqwa. 288 pp.